# Aguda
De Aguda (ook wel Agouda, Amaro of Afro-Brazilianen) waren ex-slaven uit Brazilië (voornamelijk Bahia) en in mindere mate Cuba die gedurende de 19e en 20e eeuw repatrieerden naar Afrikaanse landen zoals het huidige Nigeria, Benin en in mindere mate Togo en Ghana. De Aguda waren voornamelijk van de Yoruba-stam of stamden af van Yoruba-voorouders, maar sommigen waren ook gemengd (mulat) of zelfs blank. De Brazilianen en Cubanen trouwden onderling en werden bekend als de Aguda. Ze vestigden zich met name in en rondom Portugese handelsplaatsen en slavendepots als Lagos en Badagry (Nigeria), Agoué, Cotonou, Ouidah en Porto-Novo (Benin), en Aného (Togo).
De Aguda onderscheidden zich van de lokale bevolking door actief vast te houden aan hun Afro-Latijns-Amerikaanse gewoonten, taal en religie zoals Candomblé en katholicisme en hadden veelal Portugese en Spaanse (achter)namen. Ook introduceerden zij theater en drama in Afrika. Een voorbeeld daarvan is bumba-meu-boi, een populaire Braziliaanse vorm van opera. In Nigeria tegenwoordig bekend als boi en in Benin als burrinha. Een ander bekend verschijnsel zijn festiviteiten zoals het Bonfim-festival waarbij de katholieke heilige met de meeste aanhang wordt geëerd. Deze heilige werd senhor do bonfim genoemd (heer van het goede uiteinde) en geassocieerd met Oxalá (Obatalá), een van de belangrijkste orixás (Yoruba-goden). Tevens introduceerden de Aguda de Samba da rodo-dans en de Samba-drum in Afrika.

De Aguda introduceerden ook typisch Braziliaanse bouwkundige stijlen die bijvoorbeeld nog steeds te zien zijn in Lagos.
Waarschijnlijk zijn de Aguda opgegaan in de lokale Yoruba, in ieder geval is er vandaag de dag weinig bekend over wat er van hen is geworden. In Nigeria zijn ze mogelijk gedeeltelijk vermengd met de Saro (Krio-immigranten uit Sierra Leone).